# Ebreo di corte

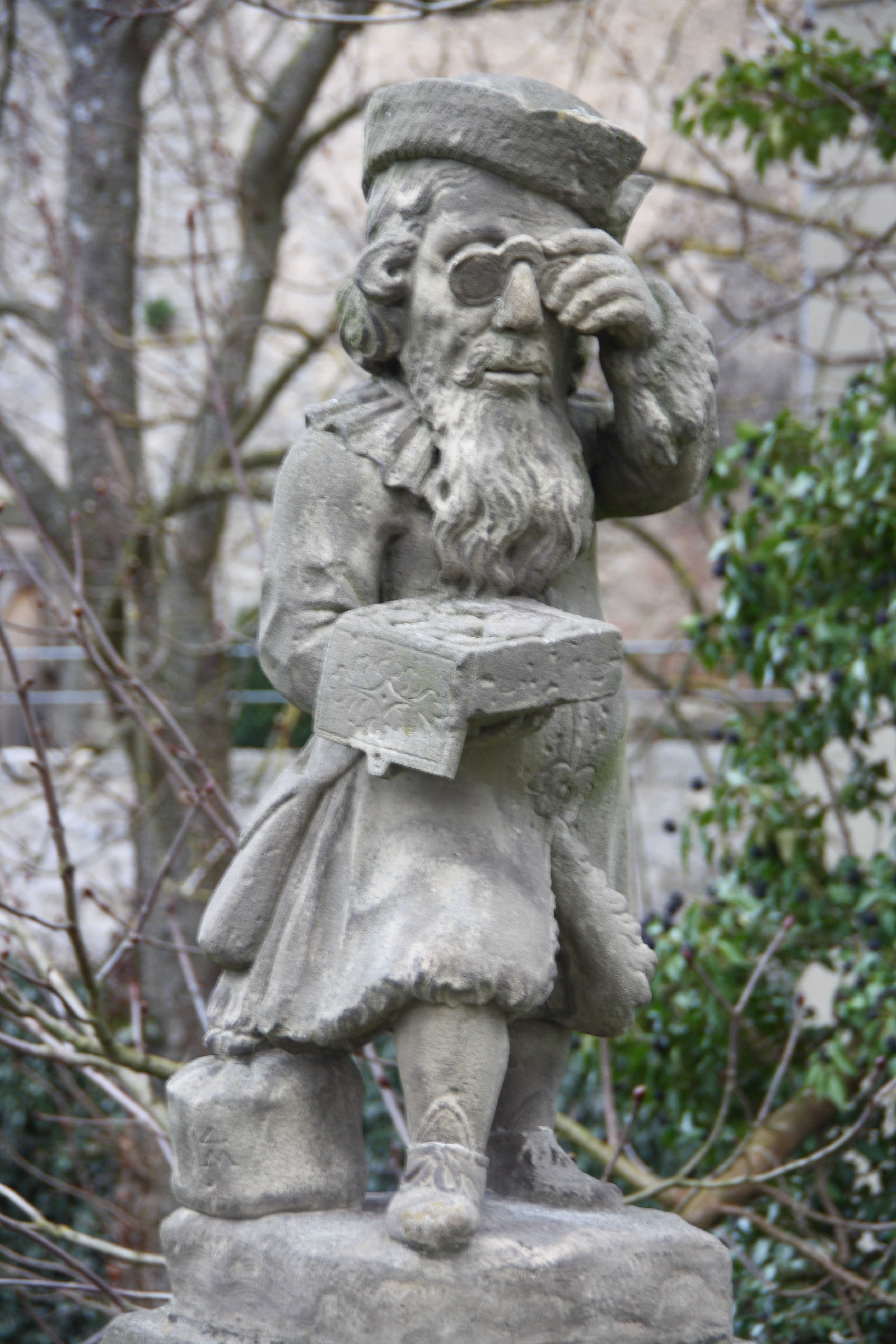
Statua di Lämmle Seligmann, ebreo di corte, presso la cosiddetta "Galleria dei Nani" (Zwergengalerie) del castello di Weikersheim.

Ebreo di corte (in tedesco Hofjude o Hoffaktor) è il nome dato nel Seicento e Settecento, principalmente nel Sacro Romano Impero, agli ebrei che ricoprivano elevate funzioni amministrative o finanziarie alla corte dei sovrani.

## Storia
Al termine della guerra dei Trent'Anni (1618-1648) che aveva rovinato la Germania, i principi tedeschi cominciarono a chiamare a corte dei commercianti ebrei per ricostruire e modernizzare i loro stati. Il Sacro Romano Impero era allora spezzettato in centinaia di staterelli quasi indipendenti. 
Era questa l'epoca in cui si andava affermando la teoria economica del Mercantilismo, secondo cui lo stato doveva avere un ruolo guida nell'economia. 
In questo contesto gli ebrei sefarditi, diffusi nell'Europa atlantica, si dedicavano principalmente al commercio marittimo e coloniale; invece gli ebrei askenaziti, stanziati in Germania e Polonia, si dedicavano al commercio locale ed entravano al servizio dell'Imperatore e dei principi.
Gli ebrei di corte continuarono a prestare i loro servigi per tutto il Seicento e il Settecento. Nell'Ottocento si passò al ruolo di "banchieri di corte".
Complessivamente gli Hofjuden ebbero un importante ruolo nello sviluppo economico e finanziario della Germania.

## Incarichi svolti
Gli incarichi svolti da ebrei di corte furono vari.
Alcuni furono ministri delle finanze dei principi.
Spesso erano banchieri che facevano prestiti allo stato.
Inoltre fungevano da esattori delle imposte e questo attirò l'antipatia della popolazione cristiana. 
Un altro compito che svolgevano era quello di sovraintendere alla zecca.
Ricoprendo questi ruoli, gli ebrei di corte contribuirono alla modernizzazione degli stati tedeschi ed in particolare alla organizzazione dell'amministrazione fiscale.
Molti erano commercianti e in tale ruolo divennero fornitori dello stato, in particolare dell'esercito, ma anche della corte per gli articoli di lusso.

## Condizione sociale
Gli ebrei di corte godevano di uno statuto quasi identico a quello dei nobili.
Godevano di privilegi rispetto agli altri ebrei: frequentemente erano sottoposti alla giurisdizione del maresciallo di corte; non erano costretti a portare l'abbigliamento prescritto agli altri ebrei; potevano risiedere ovunque il principe tenesse corte e vi potevano comprare casa, macellare secondo le regole della kasherut, e mantenervi un rabbino. Inoltre potevano esercitare il commercio sia all'ingrosso sia al minuto, e non potevano essere tassati più di quanto non lo fossero i cristiani.
L'accesso alla corte degli Hofjuden creò, più in generale, una relazione fra ebrei e classi dirigenti cristiane, che aprì alla comunità ebraica nuove prospettive economiche, politiche e culturali.
Tuttavia, la discrezionalità della giustizia frequentemente fece perdere agli ebrei di corte i beni e la posizione sociale ed in effetti gli Hofjuden subirono spesso le denunce dei loro rivali invidiosi e furono oggetto dell'odio sia dei popolani che dei cortigiani.
Perciò essi furono d'aiuto ai loro correligionari solo nei periodi in cui godevano del favore del principe; mentre quando cadevano in disgrazia, anche gli altri ebrei subivano persecuzioni.

## Esempi di ebrei di corte

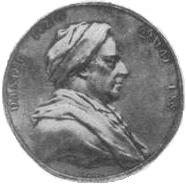
Medaglia per il settantesimo compleanno di Daniel Itzig (1723-1799), ebreo di corte di Federico II di Prussia e Federico Guglielmo II di Prussia.

Uno dei più famosi ebrei di corte è Joseph Süß Oppenheimer (1698 - 1738), consigliere del duca del Wurtemberg Carlo I Alessandro, che subito dopo la morte del suo protettore finì tragicamente sul patibolo.
L'esempio più celebre di Hofjude di successo è invece Mayer Amschel Rothschild, prima consigliere del langravio d'Assia Guglielmo I e poi fondatore della grande dinastia di banchieri.
Bisogna infine ricordare alcuni ebrei alla corte degli Asburgo di Vienna che provenivano dalla Venezia Giulia, come Giuseppe Pincherle di Gorizia; Mosé e Giuseppe Morpurgo (italianizzazione di Marburg) di Gradisca e Ventura Parente di Trieste.

## Propaganda nazista
La propaganda antiebraica del Nazismo utilizzò il ruolo degli ebrei di corte per dimostrare la pretesa malvagità degli ebrei. L'esempio più famoso in questo senso è il film  Süss l'ebreo di Veit Harlan.
Contemporaneamente, la ricerca storica nazista dovette dare a tali tesi una parvenza scientifica con il libro Hofjuden di Peter Deeg.